# 丁宁 (演员)
丁寧（1970年7月4日—），出生於台灣彰化縣二林鎮，台灣女演員，臺灣省立體育專科學校畢業，以《幸福城市》獲得第55屆金馬獎最佳女配角獎。

## 演出作品

### 長篇電影
| 年份   | 片名                                         | 飾演                     |
| ------ | -------------------------------------------- | ------------------------ |
| 1994年 | 《罌粟》                                     |                          |
| 1996年 | 《偷人》                                     |                          |
| 1996年 | 《泡妞專家》                                 | 特別客串(當時以本名演出) |
| 1996年 | 《古惑仔2之猛龍過江》（台譯：英雄赤女）      | 阿英                     |
| 1996年 | 《旺角揸Fit人》（台譯：英雄赤女2之當今霸主） |                          |
| 1997年 | 《黑金》（台譯：情義之西西里島）             | 丁宗樹之妻               |
| 1998年 | 《破輪胎》                                   |                          |
| 1999年 | 《男生女生配》                               |                          |
| 2001年 | 《殺戮風暴》                                 |                          |
| 2002年 | 《春天來了》                                 |                          |
| 2003年 | 《黑狗來了》                                 | 鋼管舞團團長-香香        |
| 2004年 | 《海拔1480》                                 |                          |
| 2007年 | 《神鬼高校》                                 | 潘金枝                   |
| 2008年 | 《情非得已之生存之道》                       |                          |
| 2012年 | 《女朋友。男朋友》                           | 花子                     |
| 2013年 | 《我的窮爸爸》                               | 樂媽                     |
| 2016年 | 《心靈時鐘》                                 | 葉藍的姑姑               |
| 2016年 | 《黑白》                                     | 秋燕                     |
| 2018年 | 《幸福城市》                                 | 王姐                     |
| 2018年 | 《有一種喜歡》                               | 劉姐                     |
| 2020年 | 《孤味》                                     | 蔡美林                   |
| 2021年 | 《靈語》                                     | 曾白石                   |
| 2021年 | 《青春弒戀》                                 | 蕭姐                     |
| 2021年 | 《修行》                                     |                          |
| 2022年 | 《該死的阿修羅》                             | 詹媽                     |
| 2023年 | 《速命道》                                   | 芳姐                     |
| 2024年 | 《刺心切骨》                                 |                          |
| 2025年 | 《火宅之犬》                                 | 丁主任                   |
| 2026年 | 《死亡賭局》                                 |                          |
| 2026年 | 《空姐復仇記》                               |                          |

### 電影短片
| 年份   | 片名                          | 飾演   |
| ------ | ----------------------------- | ------ |
| 2008年 | 台北異想—《那個夏天的小出走》 | 萱媽   |
| 2020年 | 幸福選擇題五部曲—《孤鳥還鄉》 | 馮麗華 |
| 2021年 | 同志音樂愛情故事系列—《小光》 |        |

### 電視劇
| 年份   | 頻道             | 劇名                                 | 飾演         |
| ------ | ---------------- | ------------------------------------ | ------------ |
| 1994年 | 中視             | 青蓮花                               | 小娟         |
| 1995年 | 華視             | 劉伯溫傳奇魂斷西樓                   | 玉蓮         |
| 1995年 | 華視             | 劉伯溫傳奇 三戒酒店                  | 葛妻         |
| 1995年 | 華視             | 劉伯溫傳奇 買爹記                    | 文娘         |
| 1996年 | 華視             | 台灣靈異事件 無頭公案                | 張敏鳳       |
| 1996年 | 台視             | 中國民間故事 憨頭英雄                |              |
| 1997年 | 台視             | 藍色蜘蛛網 - 城市女獵人              | 姚莉、姚萍   |
| 1997年 | 中視             | 天公疼好人                           | 阿如         |
| 1997年 | 中視             | 大姐當家                             | 阿燕         |
| 1997年 | 中視             | 午後之戀                             |              |
| 1998年 | 中視             | 奪愛                                 |              |
| 1999年 | 超視             | 蝴蝶養貓                             |              |
| 2000年 | 民視             | 長男的媳婦                           | 林雅芬       |
| 2001年 | 公視             | 匪諜大亨                             |              |
| 2001年 | 台視             | 大瓦厝                               | 黃愛珍       |
| 2001年 | 衛視中文台       | 我們一家都幸福                       |              |
| 2002年 | 台視             | 台灣夜百合 一夜情緣                  | 王潔馨       |
| 2002年 | 台視             | 搖滾沙士                             |              |
| 2002年 | 台視             | 一切從結婚開始                       |              |
| 2003年 | 中視             | 粉紅教父小甜甜                       | 崔蘭         |
| 2003年 | 台視             | 名揚四海                             | Ken的老婆    |
| 2003年 | 大愛電視台       | 大林春暖                             |              |
| 2004年 | 大愛電視台       | 月亮出來了                           | 明素         |
| 2004年 | 華視             | 極速傳說                             |              |
| 2004年 | 公視             | 弟弟放暑假                           |              |
| 2004年 | 台視             | 求婚事務所第六單元《克拉瑪對克拉瑪》 | 珊珊         |
| 2004年 | 華視             | 戰神                                 | 方敏         |
| 2005年 | 東森綜合台       | 魔蝎                                 |              |
| 2005年 | 八大綜合台       | 浮橋                                 |              |
| 2005年 | 華視             | 生命的太陽                           | 慧心         |
| 2005年 | 華視             | 舊情綿綿                             | 秋菊         |
| 2006年 | 中視             | 白色巨塔                             | 關華         |
| 2006年 | 衛視中文台       | 驚異傳奇第16單元:靈異相機            | 金薇筠       |
| 2007年 | 大愛電視台       | 歡喜有緣-後山土地公                  | 蔡快         |
| 2007年 | 緯來電影台       | 神鬼高校                             | 潘金枝       |
| 2007年 | 三立台灣台       | 我一定要成功                         | 小琳         |
| 2007年 | 公視             | 拳擊手套布娃娃                       | 夏媽         |
| 2008年 | 三立台灣台       | 真情滿天下                           | 吳佩怡邱麗芬 |
| 2008年 | 客家電視台       | 彩色寧靜海                           | 田小苔       |
| 2009年 | 大愛電視台       | 春風伴我行                           | 江淑慎       |
| 2009年 | 大愛電視台       | 有你真好                             | 何金燕       |
| 2010年 | 公視             | 他們在畢業的前一天爆炸               | 筱柔媽       |
| 2010年 | 中視             | 流氓校長                             | 小三母       |
| 2014年 | 民視             | 廉政英雄 第16單元:霹靂嬌娃           | 素蘭         |
| 2015年 | 大愛電視台       | 南國小太陽                           | 楊碧雲       |
| 2015年 | 客家電視台       | 出境事務所                           | 劉孟廷       |
| 2016年 | 三立台灣台       | 紫色大稻埕                           | 任太太       |
| 2016年 | 公視             | 今晚，你想點什麼？                   | 金鳳         |
| 2016年 | 台視             | 必勝練習生                           | 白彩雲       |
| 2017年 | 華視             | 春風愛河邊                           | 王麗華       |
| 2017年 | 愛奇藝           | 深夜食堂                             | 娟姐         |
| 2017年 | 大愛電視台       | 平凡很幸福                           | 陳員         |
| 2018年 | 三立台灣台       | 炮仔聲                               | 張蕙心       |
| 2018年 | 緯來綜合台       | 霹靂電娃                             | 老師         |
| 2020年 | Netflix          | 誰是被害者                           | 蘇可芸       |
| 2020年 | LINE TV          | 黑喵知情                             | Nancy        |
| 2021年 | 公視             | 火神的眼淚                           | 市長         |
| 2021年 | 公視             | 四樓的天堂                           | NICOLE       |
| 2022年 | 大愛電視台       | 隨風 隨緣                            | 陳滿         |
| 2022年 | Netflix          | 她和她的她                           | 邱婉芬       |
| 2023年 | 三立台灣台       | 一家團圓                             | 罗思琪       |
| 2025年 | 華視、公視台語台 | 拜六禮拜                             | 楊世美       |

### 電視電影
| 年份   | 頻道 | 劇名                    | 飾演   |
| ------ | ---- | ----------------------- | ------ |
| 2003年 | 公視 | 人生劇展-荒城火山       |        |
| 2017年 | 公視 | 人生劇展-阿嬤，搖哩搖哩 | 靜宜   |
| 2019年 | 公視 | 人生劇展-殘值           | 許麗雯 |

### MV
- 1996年，張雨生兩伊戰爭《再見女郎》

### 舞台劇
- 2001年 屏風表演班《婚前信行為》
- 2002年 屏風表演班《徵婚啟事》
- 2022年 故事工廠《四姊妹》

### 廣告
- 媚登峰
- 飛利浦熨斗
- 義美食品義美銅鑼燒
- 東陽實業廠
- 台灣菸酒公司台灣特級啤酒
- 1995年陸軍軍官學校招生

## 主持作品
- 1999年 華視《地球萬萬歲》

## 出版作品
- 《丁寧沙拉吧》／2002年／出版社：臺視文化／ISBN 978-9575655327
- 《丁寧的輕體有氧》／2005年9月20日／出版社：尖端出版／ISBN 978-9571029566
- 《丁寧的孕媽咪瑜珈》／2010年／出版社：活泉書坊／ISBN 978-9861279916
- 《我不要完美，只要完整：成為自己的七堂課》／2019年／出版社：時報出版／ISBN 471-2966623761
- 《叛逆與風騷：丁寧另類寫真集》，中亞傳播製作發行，ISBN 957-9057-33-8，另有VCD及DVD-Video版

## 獎項紀錄
| 年份   | 典禮類型                  | 獎項                       | 作品                  | 結果 |
| ------ | ------------------------- | -------------------------- | --------------------- | ---- |
| 2006年 | 第38屆金鐘獎              | 單元劇女配角獎             | 《春天來了》          | 提名 |
| 2018年 | 第55屆金馬獎              | 最佳女配角                 | 《幸福城市》          | 獲獎 |
| 2018年 | 第9屆青年電影手冊年度盛典 | 年度女配角                 | 《幸福城市》          | 獲獎 |
| 2019年 | 第13屆亞洲電影大獎        | 最佳女配角                 | 《幸福城市》          | 提名 |
| 2019年 | 第21屆台北電影獎          | 最佳女配角                 | 《幸福城市》          | 提名 |
| 2020年 | 第22屆台北電影獎          | 最佳女配角                 | 《公視人生劇展-殘值》 | 提名 |
| 2020年 | 第55屆金鐘獎              | 迷你劇集／電視電影女配角獎 | 《公視人生劇展-殘值》 | 提名 |
| 2023年 | 第58屆金鐘獎              | 迷你劇集／電視電影女配角獎 | 《她和她的她》        | 提名 |

## 外部連結
- 丁寧 facebook粉絲專頁（页面存档备份，存于）
- 丁寧做瑜珈（页面存档备份，存于） - PChome個人新聞台
- 齊石傳播-丁寧 （页面存档备份，存于）
- 丁寧在互联网电影资料库（IMDb）上的資料（英文）
- 在AllMovie上丁寧的頁面（英文）
- 丁寧在香港影庫上的簡介
- 丁寧在豆瓣上的资料（简体中文）
- 丁寧在时光网上的簡介（简体中文）
- 丁宁在台灣電影網上的資料（繁體中文）
- 華文影史庫 丁寧 簡介 （页面存档备份，存于）